# Eurostocepheus heterotrichus
Eurostocepheus heterotrichus är en kvalsterart som beskrevs av Wen 1999. Eurostocepheus heterotrichus ingår i släktet Eurostocepheus och familjen Otocepheidae. Inga underarter finns listade i Catalogue of Life.